# مدرسة جيمس ولينغتون إنترناشيونال
مدرسة جيمس ولينغتون الدولية (بالإنجليزية: GEMS Wellington International School)‏ هي مدرسة خاصة تقع في منطقة الصفوح بدبي في الإمارات العربية المتحدة، وتضم أكثر من 2800 طالباً وطالبة.

## المنهاج الدراسي
تتبع مدرسة ويلينغتون الدولية المنهج البريطاني ومنهج البكالوريا الدولية. تقدم المدرسة الشهادة العامة الدولية للتعليم الثانوي (iGCSEs) والشهادة العامة للتعليم الثانوي (GCSEs) والبكالوريا الدولية وبرامج التوظيف للسنتين 12 و 13. تعد العلوم واللغة الإنجليزية والرياضيات مواد إجبارية. يبدأ الطلاب سنوات دراستهم الثانوية في المرحلة الأساسية 3 (السنوات 7 و 8 و 9)، باتباع المنهج الوطني لإنجلترا وويلز، ثم ينتقلون إلى المرحلة الأساسية 4 (الصفان 10 و 11). خلال (KS4)، يخضعون لمجموعة من الاختبارات الوطنية في المملكة المتحدة GCSE (الشهادة العامة للتعليم الثانوي) و IGCSE (الشهادة العامة الدولية للتعليم الثانوي)، إذا حقق الطلاب الدرجات المطلوبة، فيمكنهم الانتقال إلى مستوى متقدم من الدراسة وهو شرط أساسي للجامعة. يتم إجراء هذه الدورة في العامين الدراسيين الأخيرين (وهي غير إلزامية) وتقضي في المرحلة الأساسية 5.

## الطلاب
سنة 2018، كان عدد الطلاب المنتظمين بالمدرسة 2500 طالباً

## المرافق
تشمل المرافق مسبحًا داخليًا ومكيفًا وقاعة رياضية داخلية متعددة الأغراض وثلاثة ملاعب خارجية لكرة السلة وكرة الشبكة، وملعبين خارجيين للتنس، وملعب لكرة القدم، وصالة رياضية، ومختبرات علمية متعددة، ومرصد فلكي، واستوديو تسجيل، وغرفتي موسيقى، وغرفة وسائط، وقاعة احتفالات. بالإضافة إلى ذلك، توجد مكتبة وخمسة مختبرات كمبيوتر بها أكثر من 120 جهاز كمبيوتر. توجد أجنحة وملاعب منفصلة لكل قسم وغرفة مشتركة منفصلة لطلاب ما بعد 16 تسمى مركز فالكون (Falcon).

## نشاطات خارجية
الأنشطة الهامة التي شاركت فيها مدرسة ولنغتون الدولية تشمل نموذج الأمم المتحدة، وجائزة دوق إدنبرة، و F1 في المدارس.

### نموذج الأمم المتحدة
شاركت المدرسة بانتظام في الأحداث المحلية لنموذج الأمم المتحدة. في عام 2015، بدأت المدرسة في استضافة الحدث الخاص بها، مدرسة ويلينغتون الدولية النموذجية للأمم المتحدة. كانت نسخة 2015 المؤتمر السنوي الافتتاحي، الذي حضره أكثر من 11 مدرسة وضم 3 لجان: الجمعية العامة 1، ومجلس حقوق الإنسان ومجلس الأمن.

### TEDxWIS
منذ عام 2011، استضافت المدرسة أحداث TEDxWIS السنوية التي تضم متحدثين رئيسيين من الطلاب في جميع المراحل الدراسية في المدرسة.

### الغولف
يقوم الطلاب من مدرسة ويلينجتون الدولية سنويًا بتكوين قوة عمل تضم أكثر من 100 شخص تتراوح أعمارهم بين 10 و 12 عامًا لأداء مهام التسجيل في بطولة موانئ دبي العالمية، دبي، الحدث الختامي للجولة الأوروبية.

## تقرير التفتيش الخاص بهيئة المعرفة والتنمية البشرية
هيئة المعرفة والتنمية البشرية (KHDA) هي هيئة ضمان جودة التعليم مقرها في دبي، بالإمارات. تتولى إدارة التعليم المبكر والمدرسة والتعليم العالي، وتُقيّم المدارس في دبي بناءً على أدائها. مدرسة ويلينغتون الدولية هي إحدى مدرستين فقط في دبي حققتا التميز في آخر 6 تقارير تفتيش سنوية لهيئة المعرفة والتنمية البشرية.
ملخص تقييمات التفتيش لمدرسة جيمس ويلينغتون الدولية:
| العام الدراسي | 2017-2018 | 2016-2017 | 2015-2016 | 2014-2015 | 2013-2014 | 2012-2013 | 2011-2012 | 2010-2011 | 2009-2010 | منهاج دراسي     |
| ------------- | --------- | --------- | --------- | --------- | --------- | --------- | --------- | --------- | --------- | --------------- |
| تقييم         | امتياز    | امتياز    | امتياز    | امتياز    | امتياز    | امتياز    | امتياز    | امتياز    | امتياز    | المملكة المتحدة |

يمكن العثور على ملخص لجميع المدارس في تصنيفات دبي في تصنيفات هيئة المعرفة والتنمية البشرية .